# Pastinaca sibirica
Pastinaca sibirica är en flockblommig växtart som beskrevs av Calest. Pastinaca sibirica ingår i släktet palsternackor, och familjen flockblommiga växter. Inga underarter finns listade i Catalogue of Life.